# Автотранспортне підприємство
Автотранспортне підприємство (АТП) — організація комплексного типу, що здійснює перевезення автомобільним транспортом, а також зберігання, технічне обслуговування (ТО) і ремонт рухомого складу.

## Класифікація
за родом виконуваних робіт :
- вантажні;
- пасажирські (автобусні, таксомоторні, легкових автомобілів);
- вантажно-пасажирські;
- спеціальні (швидкої медичної допомоги, комунального обслуговування, сміттєвози, дорожньо-будівельна техніка, пожежні автомобілі тощо).

по організації виробничої діяльності :
- автобаза — АТП малих розмірів, як правило, допоміжний підрозділ великого підприємства або великої організації.
- автоколона (автозагін) — група автомобілів, що працює у відриві від основного АТП.
- автокомбінат — комплексне АТП з кількістю автомобілів 700 і більше, що складається з основного підприємства і декількох філій, розташованих в районах обслуговування перевезеннями.
- автопарк — АТП зі стоянкою і технічним обслуговуванням пасажирського транспорту загального користування.